# Liu Shiwen
Liu Shiwen, född 12 april 1991 i Liaoning, Kina, är en kinesisk bordtennisspelare.
Vid världsmästerskapen i bordtennis 2013 i Paris tog hon VM-silver i damsingel och VM-silver i damdubbel.
Två år senare vid världsmästerskapen i bordtennis 2015 i Suzhou tog hon VM-silver i damsingel och VM-guld i damdubbel.
Vid världsmästerskapen i bordtennis 2016 i Kuala Lumpur tog hon VM-guld med det kinesiska landslaget. Liu tog en guldmedalj i lagturneringen vid de olympiska bordtennistävlingarna 2016 i Rio de Janeiro.